# زوزانا إفيمينكو
زوزانا إفيمينكو (بالبولندية: Zuzanna Efimienko) (من مواليد 8 أغسطس 1989) هي لاعبة كرة طائرة بولندية . كانت تلعب في منتخب بولندا لكرة الطائرة للسيدات . 

## الأندية
- SMS PZPS Sosnowiec (2003-2007)
- Impel Gwardia Wrocław (2007-2012)
- Imoco Volley (2012-2013)
- Atom Trefl Sopot (2013-2016)
- Metalleghe Sanitars Montichiari (2016 إلى الوقت الحاضر)

## روابط خارجية
- زوزانا إفيمينكو على موقع الاتحاد الأوروبي (الإنجليزية)
- زوزانا إفيمينكو على موقع عالم الكرة الطائرة (الإنجليزية)
- زوزانا إفيمينكو على موقع دوري الدرجة الأولى الإيطالي للكرة الطائرة - سيدات (الإيطالية)